# Конти, Леопольдо
Леопольдо Конти (итал. Leopoldo Conti, 12 апреля 1901, Милан, Италия — 12 января 1970, Милан, Италия) — итальянский футболист и тренер, игравший на позиции нападающего. Выступал, в частности, за клуб «Интернационале», а также национальную сборную Италии. Двукратный чемпион Италии.

## Клубная карьера
Во взрослом футболе дебютировал в 1919 году выступлениями за команду клуба «Интернационале», в котором провёл один сезон, приняв участие в 21 матче чемпионата и забил 7 голов.
В течение 1920—1921 годов защищал цвета команды клуба «Падова».
Своей игрой за эту команду вновь привлёк внимание представителей тренерского штаба клуба «Интернационале», в состав которого вернулся в 1922 году. На этот раз сыграл за «нераззурри» следующие девять сезонов своей игровой карьеры. Большую часть времени, проведённого в составе «Интера», был основным игроком атакующего звена команды. В составе «Интернационале» был одним из главных бомбардиров команды, имея среднюю результативность на уровне 0,29 гола за игру первенства.
Завершил профессиональную игровую карьеру в клубе «Про Патрия», за команду которого выступал на протяжении 1931—1933 годов.

## Выступления за сборную
В 1920 году дебютировал в официальных матчах в составе национальной сборной Италии. В течение карьеры в национальной команде, которая длилась 10 лет, провёл в форме главной команды страны 31 матч и забил 8 голов.
В составе сборной был участником футбольного турнира на Олимпийских играх 1924 года в Париже.

## Карьера тренера
В течение лет, проведённых в команде «Про Патрия» был её играющим главным тренером.
На протяжении 1934—1939 годов попеременно возглавлял команды клубов «Лекко» и «Монца», работой в последнем из которых завершил тренерскую карьеру.
Умер 12 января 1970 года на 69-м году жизни в Милане.

## Достижения
- Чемпион Италии (2): «Интернационале»: 1919/20, 1929/30